# Stazione di Bologna Ravone
La stazione di Bologna Ravone è stato il primo scalo ferroviario di smistamento merci a Bologna, quando attorno al 1925 si decise di separare questo tipo di traffico da quello passeggeri, poiché la stazione di Bologna Centrale era prossima al collasso. 
Fu posto a ovest, adiacente alla stazione Centrale e fu connesso a tutte le direzioni ferroviarie del nodo di Bologna dell'epoca, tramite:
- Bivio Santa Viola: per le direzioni Pistoia-Firenze, per Milano e per Verona
- Raccordo Ravone e bivio Battiferro: per la direzione Padova-Venezia
- Per Bologna Centrale per la direzione Rimini-Ancona.

Svolse queste funzioni fino al 1942 quando fu costruita la linea di cintura (a cui era collegato) contestualmente allo scalo di Bologna San Donato.
Da questo periodo Bologna Ravone quindi svolse solo funzioni di scalo merci derrate poiché era connesso con un breve raccordo allo scalo di Bologna Arcoveggio, adiacente al mercato ortofrutticolo nella storica sede di via Aristotile Fioravanti, per il quale ne svolgeva prevalentemente le funzioni di smistamento merci.
A partire dagli anni '80, con il progressivo calo delle merci su rotaia a favore di quello su gomma, lo scalo è entrato progressivamente in disuso fino alla sua completa chiusura nel 1993.
Nel 2019 nell'area ferroviaria dimessa è stato aperto DumBo (Distretto urbano multifunzionale Bologna), uno spazio per la rigenerazione urbana della zona ospitante eventi culturali e ricreativi.